# Sertularella sagamina
Sertularella sagamina is een hydroïdpoliep uit de familie Sertulariidae. De poliep komt uit het geslacht Sertularella. Sertularella sagamina werd in 1921 voor het eerst wetenschappelijk beschreven door Stechow. 